# مبعوث الرئيس الأمريكي إلى السودان
مبعوث الرئيس الأمريكي إلى السودان أو رسمياً ، المبعوث الخاص لرئيس الولايات المتحدة إلى السودان، هو المبعوث الدبلوماسي الأمريكي الخاص بدعم عملية السلام في السودان. والمبعوث الحالي في السودان هو سكوت گرشن الذي تولى منصبه 18 مارس 2009. .

## قائمة المبعوثين الأمريكان إلى السودان
| صورة | المبعوث          | الفترة      | الرئيس         |
| ---- | ---------------- | ----------- | -------------- |
|      | جون دانفورث      | 2001-2005   | جورج دبليو بوش |
|      |                  |             |                |
|      | ريتشارد وليامسون | 2008-2009   | جورج دبليو بوش |
|      | سكوت گرشن        | 2009 - 2011 | باراك اوباما   |
|      |                  |             |                |